# Grataron du Beaufortain
De grataron du Beaufortain is een Franse kaas uit Savoie. De kaas wordt geproduceerd in de dorpen Beaufort, Hauteluce, Arêches, Villard en Queige. De kaas wordt ook wel de graitairon of de grataron d'Arêches genoemd.
De kaas wordt gemaakt van geitenmelk. Het is een gewassenkorstkaas, de kaas wordt tijdens het rijpingsproces meermalen gewassen met pekelwater. Het rijpingsproces duurt 1-2 maanden.
De kaas heeft een beige tot roze korst en heeft een soepele, gladde kaasmassa.